# Leiorhynx
Leiorhynx é um gênero de traça pertencente à família Arctiidae.